# Mahmoud Chehabi
Compléments
Œuvres principales : Leader de la sagesse
Périodes de jurisprudence en plusieurs volumes
Mahmoud Chehabi Khorassani (محمود شهابی خراسانی, en anglais Mahmoud Shehabi Khorassani) est un homme de science, juriste, écrivain, philosophe de haut rang sous l’ère Pahlavi, professeur émérite de l’université de Téhéran en Iran. Il a consacré sa vie entière à la science et à la connaissance et a œuvré pour ces trois missions, : « lire, écrire et enseigner ».
Il s’est nourri de la plupart des sciences et connaissances des écoles de son temps, telles que la logique, les principes de la jurisprudence, la philosophie, la poésie, la littérature, spiritualité. Il s'est livré à la connaissance et au développement personnel, à la piété, l’altruisme et l’humilité,.

## Biographie
Il naît le 26 juillet 1903 dans la ville de Torbat-e Heydarieh, au sein d'une famille d’érudits et de chercheurs. Son père, Abd-El-Salam, surnommé « Shehab-e-Din » (« l’homme cultivé »), est poète et auteur de nombreux ouvrages, dont Le Secret de l’amour et Le Trésor caché. Selon certaines sources, ses ancêtres maternels sont les descendants directs de Qutb ad-Dîn Haydar, fondateur de Torbat-e Heydarieh, prince et fils de Salour Khan Ozbak, roi de Bukhara,.
À l’âge de 11 ans, il quitte sa ville natale pour faire ses études à Mashhad, Ispahan et finalement à Téhéran.
À Téhéran, il a enseigné les sciences rationnelles et mobiles au lycée Sepahsalar (dont le nom a été changé en université Shahid Motahari après la révolution de 1979).
Avec ses contemporains Reza Sardar Fakher Hekmat, Badiozzaman Forouzanfar (en), Shariat Sangalaji et Mohammad Taghi Bahar, il a été membre du Conseil suprême de la culture,.

## Enseignement à l'université de Téhéran
En 1933, il est nommé professeur de droit puis professeur émérite à la faculté de droit de Téhéran.
Hassan Bolkhari (fa), professeur à l'université de Téhéran et président de l’Association des œuvres culturelles et distinctions d'Iran, déclare lors d'une cérémonie en 2016 :

« Mahmoud Chehabi, sans doute, a exercé une grande influence sur le droit contemporain iranien jusqu'à la révolution iranienne de 1979. [...] au cours de sa carrière d'enseignant, il a formé, chaque année, de nombreux juristes et avocats. »

— Hassan Bolkhari.
L’une de ses phrases prononcées aux juges nouvellement diplômés était : 

« Comme il est facile de devenir juge ! Mais qu’il est difficile de devenir "humain" ! »

— Mahmoud Chehabi .
Il a été membre du conseil supérieur de l’université de Téhéran pendant plusieurs mandats et a été aussi le représentant du Conseil supérieur de la culture de l’Iran. Pendant un certain temps, à la demande du Dr Mohammad Hedayati, alors ministre de la Justice et qui était l’un de ses amis proches, il est nommé juge suprême des tribunaux.
À plusieurs reprises aussi, il s’est vu proposer des postes dans les différents gouvernements Pahlavi, comme le ministère de l’Éducation par exemple. L’une de ces propositions a eu lieu pendant le gouvernement national de Mohammad Mossadegh.
Il a systématiquement refusé toutes ces propositions en répondant : « Les seules choses que je peux faire ce sont étudier, enseigner, et écrire ». D’une façon générale il n’aimait pas la politique.
Farshid Afshar, chercheuse, juriste et avocate, l’une de ses anciennes élèves, écrit :

« La position scientifique du professeur avec l'influence de la spiritualité est considérable sur ses élèves et l'éclairage de son chemin lumineux est le flambeau brûlant des chercheurs qui recherchent la bonté, la science et le succès pour acquérir la perfection et la connaissance ».
« Nous souhaitons que notre génération marche sur le chemin que notre Maître a pris, avec des pas sûrs et rapides, notre Maître d’hier, est, et doit être, le flambeau lumineux de nos connaissances et sciences aujourd'hui. Nous, les constructeurs de l’avenir, dans ce monde, nous qui devons faire briller notre demain, nous devons marcher dans le chemin qu'il a tracé. »

— Farshid Afshar
Mehdi Mohaghegh (en), professeur de philosophie à l’université de Téhéran écrit :

« En 1946, j'ai rencontré le professeur Chehabi, alors que j'étudiais la description du système logique. J'ai essayé de trouver un livre qui expliquait la logique en persan. Finalement, je suis tombé sur son livre Leader de la sagesse, qui a résolu de nombreux problèmes de logique que j'avais. Des années plus tard, j'ai fait davantage connaissance avec lui. En 1967, il m’a dédicacé un volume de ce livre et me le donna. En même temps, il a aussi dédicacé un volume au professeur japonais, le regretté professeur Toshihiko Izutsu. Izutsu a déclaré : "C'est le meilleur livre de logique que j'ai jamais vu". Plus tard il a écrit et publié des commentaires à ce sujet en japonais. »

— Mehdi Mohaghegh
Nasser Katouzian (en), avocat, juriste, professeur émérite de la faculté de droit de Téhéran écrit,, :

« Le regretté Chehabi était l'un des meilleurs maîtres, l’un des plus érudits que je n’ai jamais vu. Je l'ai rencontré à l'université. Dans l’amphithéâtre, ses cours étaient parmi les plus suivis. En raison de l'affluence, les étudiants se mettaient assis par terre. D'une manière agréable, il nous expliquait les questions difficiles de la science des principes de la jurisprudence. L'un des cours qui m'a le plus intéressé était celui consacré aux droits fondamentaux. Ses cours et ses mots m’ont encouragé à étudier dans ce domaine. Son souvenir restera toujours dans nos esprits, je me considère toujours redevable envers lui. »

— Nasser Katouzian

## Livres et mémoires
Mahmoud Chehabi est l'auteur d'environ 53 livres en persan, anglais et arabe.
Les références et les noms de la majorité de ses ouvrages sont publiés en langues persanes dans : Savants de la civilisation chiite et Les mémoires de Mansour Chehabi.
Les plus connus sont :
- Leader de la sagesse, dans le domaine de la science de la logique,
- Périodes de jurisprudence en plusieurs volumes, dans le domaine de l'histoire de la jurisprudence,
- Il a écrit un chapitre du livre du professeur Kenneth W. Morgan (en), Islam the Straight Path, un livre qui est enseigné dans plusieurs universités à travers du monde. Le professeur Morgan s'est rendu deux fois en Iran pour le rencontrer, avant et après la publication de son livre (1954 et 1964).
- A Critical View Concerning the ‘Merits of Simplicity in Truth’, Académie impériale iranienne de philosophie, 1976, 192 pages[10].
- Son dernier ouvrage, Vivre pour aimer (Zendéhé Eshgh, زنده عشق), écrit en partie en Amérique et en partie en France.

Après la mort de Mahmoud Chehabi, son fils Mansour envoie le manuscrit de ce dernier livre de France en Iran et en fait don à la Bibliothèque centrale d'Astan Quds Razavi à Mashhad. Ce livre est publié en 1992 à Téhéran pour la première fois, grâce aux efforts de Mansour Chehabi et de son avocat en Iran.
Mahmoud Chehabi avait un grand respect et une profonde admiration pour Hafez, Ibn Sina, Ferdowsi, Rumi, Omar Khayyam, Shams Tabrizi, Nezami, Ganjavi et Razi.
Un an après sa mort en 1986 en France, à la demande de ses fils, une collection d'ouvrages de sa bibliothèque personnelle (plus de 2 000 ouvrages), dont de nombreux manuscrits rares, est offerte à la Bibliothèque centrale d'Astan Quds Razavi.
Depuis 2017, la Bibliothèque nationale et archives d'Iran (NLI) (Bibliothèque nationale d'Iran) possède plusieurs centaines de livres et de manuscrits de sa bibliothèque privée.
En 2020, ses enfants font encore don à la Bibliothèque nationale d'Iran de certaines de ses œuvres restantes (18 manuscrits) et en 2021, 27 autres volumes de ses œuvres ainsi que 29 numéros du magazine Imann, qu'il a publié dans les années 1920 et 1930.

## Élèves
Parmi les juristes et avocats diplômés de la faculté de droit de Téhéran de 1939 jusqu'en 1979 qui ont été ses élèves figurent notamment,,, :
- Dr Farshid Afshar[15]
- Professor Ali Akbar Shehabi[16],[17]
- Dr Khalil Maleki (en)
- Shirin Ebadi[18]. Prix Nobel de la paix en 2003.
- Dr Ali Shariatmadari (en)
- Dr Noor-Ali Tabandeh (en)
- Professeur Nasser Katouzian (fa)
- Professeur Sayed Hassan Amin (en)
- Professeur Mehdi Mohaghegh (en)
- Dr Morteza Kakhi (fa)
- Professeur Sobout (fa)
- Simin Behbahani[18]. Une figure majeure de la poésie contemporaine persane.
- Professeur Parviz Saney[19]

## Vie privée
Son épouse, née en 1907 à Téhéran, est la fille du Dr Abul Hassan Khan, un éminent médecin connu sous le nom de « Motamed-ol-Ateba », « le médecin de confiance ».
Elle faisait partie de l’un des premiers groupes de femmes qui allait au lycée et avait un niveau d'éducation élevé. Elle parlait couramment le français. Sa famille était composée d'hommes et de femmes d'affaires, d'éducateurs et de gens connus. Du côté de sa mère, elle appartenait à la dynastie Kadjar. Elle était institutrice au moment de son mariage, vers 1938.
Après leur mariage, elle a continué à étudier à faire des recherches et des travaux. Elle a écrit plusieurs livres, dont Se connaître pour connaître Dieu.
De ce mariage sont nés trois enfants, une fille et deux garçons :
- Mahvash Razzazi, née en mars 1942. Résidente en Californie du Nord.
- Massoud Shehabi : né en septembre 1945. Résident en Californie du Sud. Master en génie électrique et électronique.
- Mansour Chehabi : né en novembre 1947. Résident en France[20]. Directeur médical et chef des services d'anesthésiologie, réanimation chirurgicale et de soins intensifs des hôpitaux de Mulhouse. Directeur d’enseignement cliniques à la faculté de médecine de Strasbourg.

## Réflexions sur l'Iran dans les années 1980
S'appuyant sur ses connaissances scientifiques, religieuses, spirituelles et philosophiques et son amour sincère pour l'humanité et la société, Il était profondément contrarié et attristé par les exécutions et les activités de l'extrémisme à l'époque de la révolution iranienne en 1979. Il se demandait comment ces révolutionnaires pouvaient se considérer comme des croyants, comment ils pouvaient tuer des hommes et des femmes, des têtes pensantes et éduquées, qui sont des enfants de cette terre (Iran) au nom de la religion. Pour lui, tous les décrets, toutes les lois destinées à éliminer des êtres humains, sont contraires à la religion et à la dignité de l’homme au XXe siècle.
Il disait et pensait que ces révolutionnaires, pour leurs intérêts personnels, mettaient en péril l'existence même du pays (Iran) et ainsi le conduiraient à la destruction totale.
En 1946 (33 ans avant la révolution iranienne de 1979), il écrivait dans son magazine Imann qu'il dirigeait.

« Que Dieu nous bénisse :

Tous ces conflits et disputes que l'histoire nous a montrés, à l'exception de ce qui est vraiment au nom de Dieu, ont tous eu lieu pour renforcer les fondements de la souveraineté et de la monarchie de quelques personnes, qui ont soit trompé beaucoup de gens, soit les ont ostracisés d'une manière ou d'une autre. Ils ont emprunté ce chemin pour leurs objectifs personnels en détruisant le capital le plus élevé de l’homme, qui est la vie ».
« Étonnamment, tous ces affrontements et tous ces bruits et tous ces cris ont été fabriqués avec une habileté incroyable grâce à des phrases telles que « servir le peuple » et « djihad « pour faire croire qu’ils agissent pour le bien et la liberté humaine !

Et le pauvre être humain, ignorant ou impuissant, trompé et surtout dérouté, remercie ces faux dirigeants, égoïstes, détestés qui sont seulement en quête de leur confort personnel et la domination des autres !! ». 
Il aimait sa patrie, l'Iran, et l'histoire ancienne de cette terre. Il disait que « si nous n'avons pas de patrie, il est difficile pour nous d’avoir notre propre existence et notre propre croyance »

— Mahmoud Chehabi,.
Son attachement à sa patrie, l'Iran, était très grand. Lors de la guerre Iran-Irak (1980-1988), le 22 septembre 1980, jour de l'invasion de l’Iran par les Arabes sous le commandement de Saddam Hussein, Mahmoud Chehabi, qui était déjà très malade, a été bouleversé, il a fait un malaise et dû être hospitalisé pendant quelques jours. Il répétait en permanence d'une voix faible : « Seigneur sauve l’Iran et les Iraniens ».
Il était persuadé et écrivait que « ce qui devrait nous guider et nous motiver pour élever nos âmes et nos esprits dans la vie, c'est notre capacité et notre rigueur intellectuelle ainsi que notre capacité d'exploration. Cela doit se faire grâce à nos connaissances acquises et par la recherche permanente de nouvelles connaissances dans le monde moderne, c’est ça qui nous permet d’évoluer et de progresser »,.

## Dernières années de sa vie et sa mort
Après la révolution iranienne de 1979, il part en France chez son fils Mansour et réside à Mulhouse, jusqu’à sa mort en juillet 1986. Au cours de ces années, cherchant à faire des recherches sur les pensées contemporaines des cultures occidentales, il voyage dans plusieurs pays européens et aux États-Unis, faisant le tour des universités, des centres culturels et des bibliothèques, échangeant des pensées avec les professeurs et les chercheurs (à la Sorbonne en France, à l'université de Heidelberg en Allemagne, à Genève en Suisse, à Oxford et Cambridge en Angleterre, à l'université Stanford aux États-Unis),.
Durant ces années-là, il écrit son dernier livre, Zendeh Eshgh (زنده عشق), qui est publié en Iran après son décès.
Il meurt le samedi 26 juillet 1986 à l'âge de 83 ans à Mulhouse, en France. Au lendemain de sa mort, Jacques Chirac, alors maire de Paris, suggère que son corps soit transporté de Mulhouse à Paris pour être inhumé au cimetière du Père-Lachaise. Mansour Chehabi informe Jacques Chirac que le professeur souhaitait être enterré dans le caveau de la famille des Chehabi au cimetière parisien de Thiais, près de Paris.
Le corps de Mahmoud Chehabi est transporté à Paris. Il est inhumé le vendredi 1er août 1986 dans la concession familiale perpétuelle des Chehabi. Ses obsèques réunissent des membres de sa famille, de nombreux amis et d’anciens élèves. À cette occasion, les Dr Hedayati, Ayati, Kakhi et Massoud Chehabi prennent la parole.
Deux mois après sa mort, son épouse Razieh Chehabi « Sadidi » meurt elle aussi à Mulhouse, le 27 septembre 1986, et est inhumée auprès de son mari au cimetière parisien de Thiais.

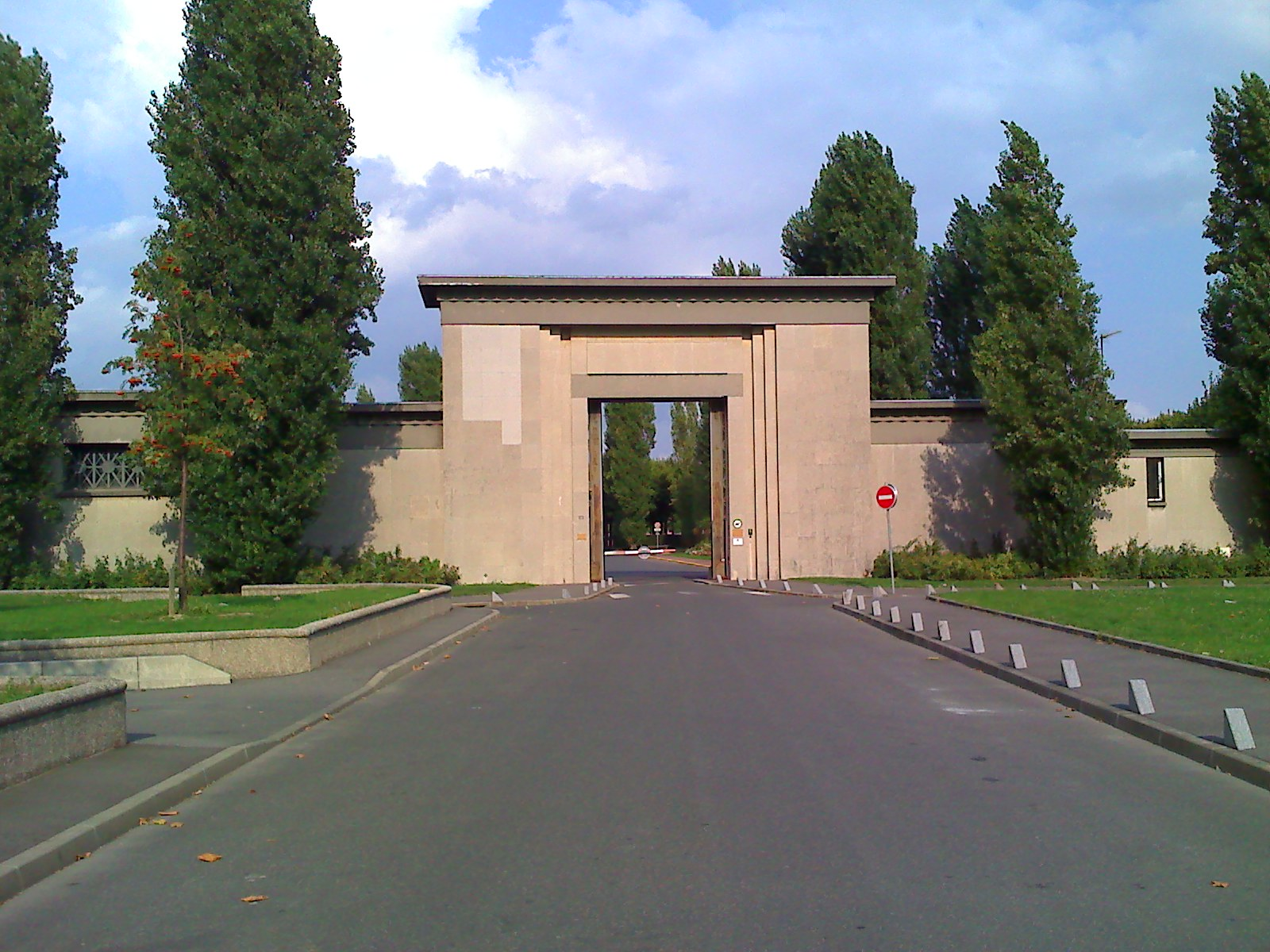
Entrée du cimetière parisien de Thiais
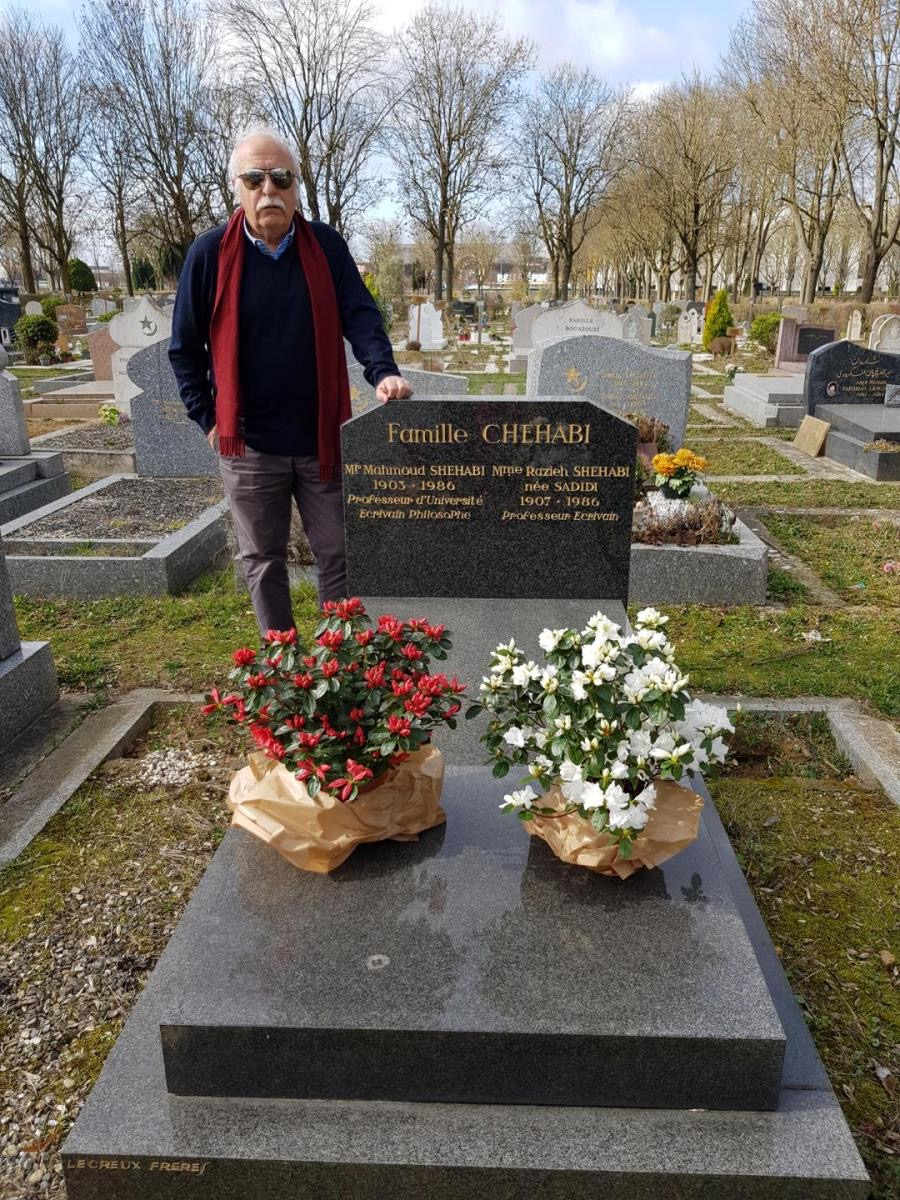
Sépulture du professeur Mahmoud Chehabi, au cimetière parisien de Thiais, à la 101e division, rang 16.
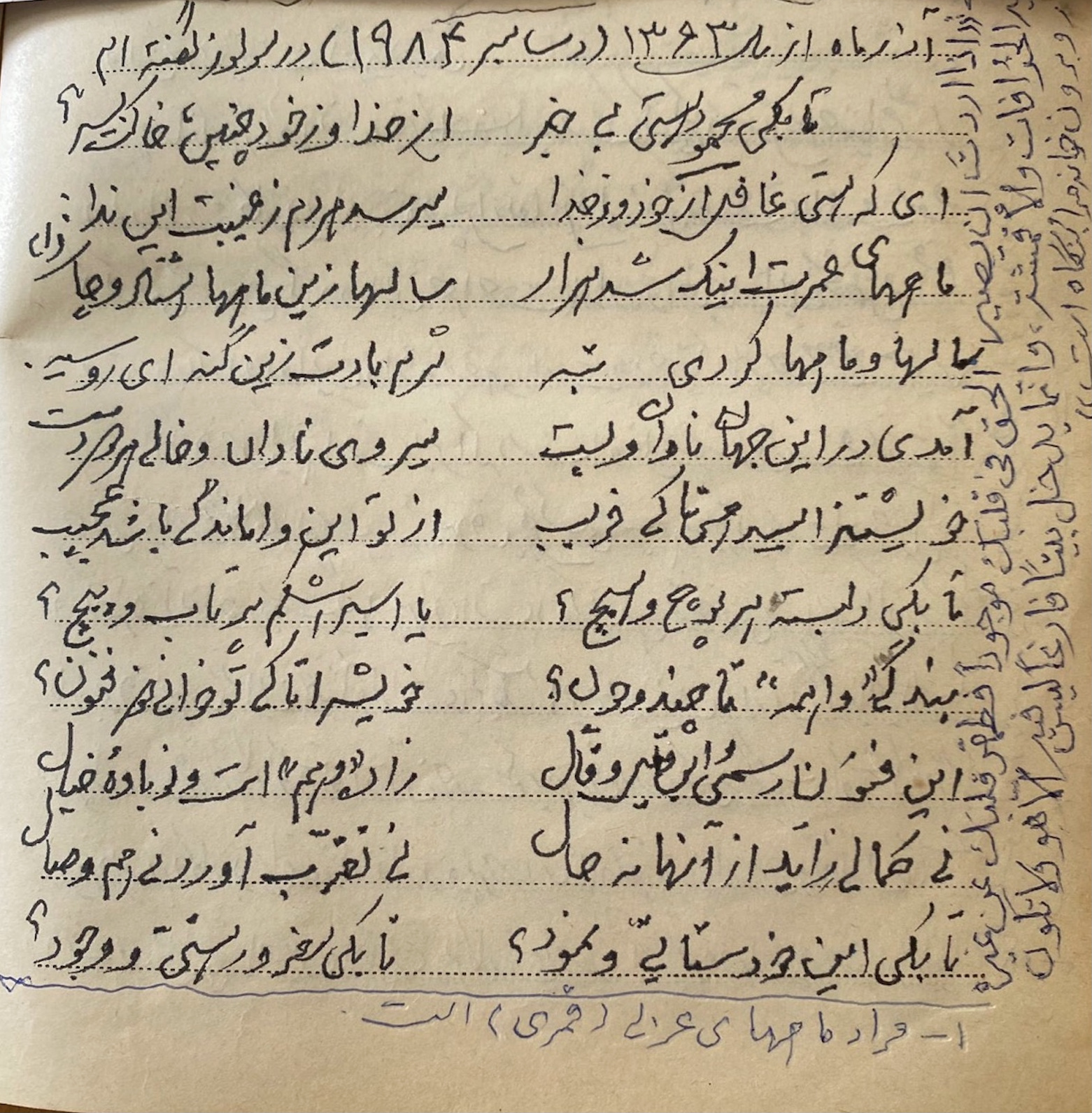
Manuscrit d'un poème de Mahmoud Chehabi écrit en 1984 à Mulhouse, France[22].
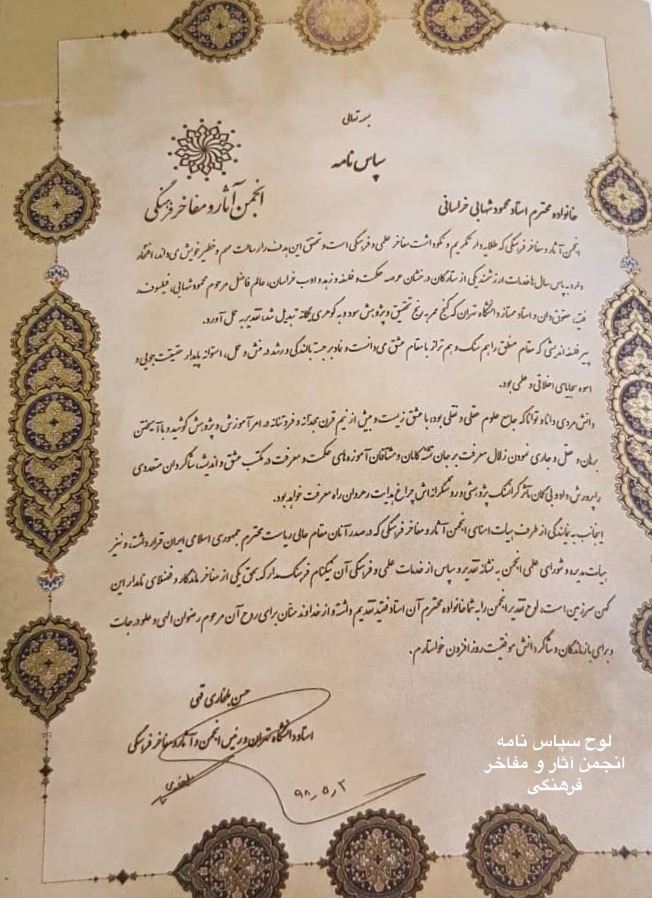
Lettre de remerciement de l'Association des œuvres culturelles et distinctions à la famille du professeur Mahmoud Chehabi[20].